# Бамбуи
Бамбуи (порт. Bambuí) — муниципалитет в Бразилии, входит в штат Минас-Жерайс. Составная часть мезорегиона Запад штата Минас-Жерайс. Входит в экономико-статистический микрорегион Пиуми. Население составляет 22 528 человек на 2006 год. Занимает площадь 1455,380 км². Плотность населения — 15,5 чел./км².
Праздник города — 10 июля.

## История
Город основан в 1886 году.

## Статистика
- Валовой внутренний продукт на 2003 год составляет 111 314 378,00 реалов (данные: Бразильский институт географии и статистики).
- Валовой внутренний продукт на душу населения на 2003 год составляет 5026,16 реалов (данные: Бразильский институт географии и статистики).
- Индекс развития человеческого потенциала на 2000 год составляет 0,788 (данные: Программа развития ООН).